# Ruytingen
De Ruytingen, ook geschreven als Ruitingen, zijn twee zandbanken in de zuidelijke Noordzee. De zandbanken liggen volledig op Frans grondgebied en behoren tot de Vlaamse banken. De oostelijke van beide zandbanken wordt op zeekaarten de In-Ruytingen genoemd, de westelijke de Out-Ruytingen. De Ruytingen liggen zo'n 10 tot 20km voor de kust, van Calais tot Duinkerke, en bevinden zich een vijftal meter onder laagwaterniveau. Lokaal steken de zandbanken echter tot slechts anderhalve meter onder het zeeniveau uit, wat resulteert in het optreden van branding bij laagwater. Gezien hun ligging nabij de drukke scheepvaartroute doorheen het Nauw van Calais, vormen de Ruytingen dan ook een aanzienlijk gevaar voor de scheepvaart.
De herkomst van het woord Ruytingen moet waarschijnlijk worden gezocht in het Middelnederlandse werkwoord ruiten, dat brommen of gonzen betekende. Het inmiddels uit het Nederlands verdwenen woord leeft nu nog verder in het West-Vlaams en in het werkwoord reutelen. Waarschijnlijk zijn deze zandbanken dus genoemd naar het brommende geluid van de branding op de ondiepste toppen van de Ruytingen.